# 48200 Nishiokatakashi
48200 Nishiokatakashi este o planetă minoră (asteroid), cu un diametru de 3,48 km, din centura de asteroizi. A fost descoperită pe 19 mai 2001 la Bisei Spaceguard Center⁠(d) de BATTeRS⁠(d). 
Obiectul prezintă o orbită caracterizată de o semiaxă mare de 2,563154454398 UAi, o excentricitate de 0,16655816509503, o înclinație de 12,782174495634 ° în raport cu ecliptica.